# Новосибирский метромост
Новосиби́рский метромост — семипролётный крытый метромост через Обь, соединяющий расположенные на противоположных берегах реки станции Ленинской линии Новосибирского метрополитена. В юго-западной части моста (на левом берегу Оби) планируется открытие станции. Общая длина составляет 2145 м (из неё речная часть — 896 м), что делает его самым длинным метромостом в мире. Движение поездов открыто в день запуска Ленинской линии 7 января 1986 года.

## Описание
Метромост
Новосибирский метромост состоит из трёх частей: правобережной эстакады, мостового перехода и левобережной эстакады.
Правобережная эстакада. Представляет собой остеклённый зелёный короб-галерею с оконными проёмами 2 м на 2 м, соединяющий мостовой переход с надземной частью станции «Речной вокзал».
Мостовой переход — серый железобетонный короб, оснащённый окнами-иллюминаторами, однако с середины 1990-х они наполовину закрыты.
Левобережная эстакада  выглядит как остеклённый зелёный короб-галерея с аналогичными оконными проёмами 2 м на 2 м и имеет длину более 1 км.
Левобережная эстакада состоит из 3 участков:
- Первый участок. Спуск с уровня высокой русловой части (для пропуска судов) моста;
- Второй участок. Прямой идущий параллельно дамбе Коммунального моста участок. На нём расположится станция метро «Спортивная».
- Третий участок — поворот, после которого поезда уходят в толщу берега Горского обрыва, а затем под проспект Карла Маркса в сторону станции «Студенческая».

Опоры моста выполнены из железобетона и имеют V-образную форму.

## История Новосибирского метромоста

### Проекты моста
Строительство моста было продиктовано необходимостью связать левый и правый берега Новосибирска надёжной транспортной системой.
Предложение проектного института «Гипротрансмост» предусматривало два варианта:
1. проходка тоннелем под руслом реки;
2. привязка трассы метро к существующим опорам Коммунального моста.

Однако оба варианта были отвергнуты как неприемлемые. Помимо этих двух проектов существовал и третий — протянуть метро по второму ярусу существующего Коммунального моста, но резко против этого проекта выступили авторы и проектировщики этого моста.
Окончательный, четвёртый проект метромоста был разработан специалистами «Ленгипротрансмоста» (ныне ОАО «Трансмост») в 1978 году. Главный инженер проекта К. Виноградов и архитектор С. Цыганов предложили отдельно стоящий мостовой переход на 14 опорах в 80 м южнее существующего Октябрьского мостового перехода.
Своим появлением метромост обязан и тому факту, что строительство тоннеля в гранитных породах под руслом Оби было слишком дорогим.

### Конструкция метромоста
Мост общим весом 6200 т (не считая опор) представляет собой конструкцию в виде коробчатого неразрезного закрытого двухпутного 7-пролётного строения. Пролётные строения правобережной части моста состоят из 6 железобетонных балок длиной от 16 до 33 м. Переменная длина пролётов обусловлена особенностями городской планировки.
Конструктивно эстакады моста представляют собой металлический короб, стены и крыша которого покрыты профнастилом — двухъярусной металлической ортотропной плитой. В стенах эстакад по всей длине моста имеются оконные проёмы размером 2 на 2 метра. Элементы пролётного строения выполнены сварными из низколегированной стали с монтажным соединением на высокопрочных болтах диаметром 24 мм.
Надвижка метромоста производилась поэтапно с одного берега на другой с помощью мощных гидродомкратов. Аналогов в практике метростроения данный метод не имеет. Его высота составляет 25 метров.

### Хроника строительства
Строительство продолжалось пять лет:
- Летом 1980 года на берегу Оби работники Западно-Сибирского изыскательского треста вбили первый колышек с надписью: «Ось моста»[9].
- 17 июня 1980 года первый участок мостостроительного отряда № 38 треста «Мостострой-2» Министерства транспортного строительства СССР начал подготовительные работы по сооружению моста. На левом берегу смонтированы прорабский домик, начаты работы по прокладке коммуникаций, а также монтаж компрессорной станции.
- Основные работы начались в августе 1980 года с сооружения опор в русловой части. К 10 декабря 1982 года их сооружение было завершено.
- 12 марта 1983 года монтажники приступили к сборке металлического пролётного строения, а 8 июня 1983 года начались работы по надвижке строения на опоры. К 31 января 1985 года комплексные бригады строителей Мостоотряда № 38 треста «Мостострой-2» завершили надвижку и установили пролётные строения метромоста на опоры.
- 15 марта 1985 года бригада треста «Сибстальконструкция» приступила к монтажу металлоконструкций галереи метромоста.
- 19 декабря 1985 года ночью метромост был испытан под нагрузкой. Для этого были отправлены четыре гружёных состава. В каждом — пять вагонов весом по 32 т. В каждый вагон загрузили по 640 мешков с песком, каждый по 50 кг. Общий вес нагрузки составлял 1300 т[4]. Погрузка мешков осуществлялась при помощи солдат дисциплинарного батальона СибВО. Вначале поезда с грузом прошли некоторое количество раз в обоих направлениях[10]. Два состава прошли до станции «Студенческая», два остановились на станции «Речной вокзал»[4]. После этого поезда были равномерно расставлены по длине моста. Перед испытанием работники лаборатории НИИЖТа (ныне СГУПС) установили приборы, фиксирующие параметры поведения стальных систем. Практически никаких отклонений свыше допустимых они не обнаружили. Вывод комиссии гласил: «мост построен надёжно, работает хорошо, легко справляется с рекордным весом»[4].

Самую большую сложность для строителей представляло сооружение эстакад — особенно левобережной (32 пролёта по 33 м). Правобережная эстакада состоит всего из четырёх. Для изготовления 33-метровых преднапряжённых железобетонных балок понадобилось на промплощадке Мостоотряда № 38 построить спеццех. Выпуск таких же балок освоил Горновской завод спецжелезобетона. Галереи моста изготавливались на заводе металлоконструкций объединения «Союзстальконструкция».
В строительстве сооружения участвовали не только метростроевцы, на субботники выходили тысячи горожан.
Однако сразу после пуска метро стало понятно, что в проекте, выполненном «Бакметропроектом», был изначально допущен серьёзный просчёт — слабая защита от проникновения холодного воздуха со стороны метромоста станции «Студенческая» и станции «Речной вокзал». Специалистами электромеханической службы Новосибирского метрополитена была разработана и внедрена воздушная завеса, отсекающая холодный воздух перед станцией «Студенческая», а также модернизирована портальная тепловая завеса на станции «Речной вокзал».

## Эффект растяжения
Зимой метромост сокращается, а летом растягивается на 50 см, для чего на опорах установлены ролики, относительно продольной оси которых «качается» вся коробчатая конструкция. Изменение длины конструкции объясняется большим перепадом температур.

## Реконструкция
3 апреля 2021 года был представлен проект реконструкции метромоста, согласно которому он будет целиком стеклянным, а в его облицовку будут интегрированы светодиодные пиксели, за счёт чего эстакада будет подсвечиваться. На ней также будет выводиться текст и другие изображения. Общая стоимость остекления — 14 миллионов рублей. Работы осуществляются за счёт метрополитена. В ноябре 2022 была завершена реконструкция остекления и для пассажиров метро с моста открылся панорамный вид на реку и город.

## Станция
Впервые на постсоветском пространстве на действующем перегоне «Речной вокзал» — «Студенческая», расположенном на метромосту, появилась станция «Спортивная» с береговыми платформами (в СССР на Кировско-Фрунзенской (ныне — Сокольнической) линии Московского метрополитена была сооружена станция «Ленинские горы» (ныне — «Воробьёвы горы») — первая таковая станция в мире. Имеет, в отличие от «Спортивной», одну островную платформу). Рядом с ней расположен Ледовый дворца спорта. Особенностью «Спортивной» является конструктивная схожесть со станциями «Зенит» и «Беговая» в Петербургском метрополитене — она оборудована автоматическими раздвижными дверьми. В то же время в ряде СМИ станция «Спортивная» ошибочно классифицируется как станция закрытого типа.

## Галерея
- Михайловская набережная
- Новосибирский метромост в 2014 году